# Narciarstwo alpejskie na Zimowym Olimpijskim Festiwalu Młodzieży Europy 2022
Narciarstwo alpejskie na Zimowym Olimpijskim Festiwalu Młodzieży Europy 2022 – jedna z dyscyplin rozgrywanych podczas festiwalu w dniach 22 – 25 marca 2022 w Vuokatti slopes. Podczas zawodów odbyło się pięć konkurencji.

## Medaliści
| Konkurencja                 | Złoto                                                                 | Czas    | Srebro                                                                           | Czas    | Brąz                                                                           | Czas    | Źródło |
| Dziewczęta                  |                                                                       |         |                                                                                  |         |                                                                                |         |        |
| Slalom                      | Rosa Pohjolainen                                                      | 1:28,74 | Emilia Mondinelli                                                                | 1:29,93 | Victoria Olivier                                                               | 1:30,01 | [ 1 ]  |
| Slalom równoległy           | Victoria Olivier                                                      | —       | Natalie Falch                                                                    | —       | Ambra Pomarè                                                                   | —       | [ 2 ]  |
| Chłopcy                     |                                                                       |         |                                                                                  |         |                                                                                |         |        |
| Slalom                      | Erik Saravuo                                                          | 1:29,55 | Johs Bråthen Herland                                                             | 1:29,57 | Jesperi Kemppainen                                                             | 1:29,66 | [ 3 ]  |
| Slalom równoległy           | Edoardo Saracco                                                       | —       | Erik Saravuo                                                                     | —       | Andrea Bertoldini                                                              | —       | [ 4 ]  |
| Konkurencje mieszane        |                                                                       |         |                                                                                  |         |                                                                                |         |        |
| Drużynowy slalom równoległy | Austria Natalie Falch · Fabio Walch · Victoria Olivier · Jakob Greber | —       | Włochy Maria Sole Antonini · Andrea Bertoldini · Beatrice Sola · Edoardo Saracco | —       | Finlandia Veera Alaniska · Eduard Hallberg · Riia Pallari · Jesperi Kemppainen | —       | [ 5 ]  |

## Klasyfikacja medalowa
| Pozycja | Reprezentacja | złoto | srebro | brąz | Razem |
| ------- | ------------- | ----- | ------ | ---- | ----- |
| 1.      | Finlandia     | 2     | 1      | 2    | 5     |
| 2.      | Austria       | 2     | 1      | 1    | 4     |
| 3.      | Włochy        | 1     | 2      | 2    | 5     |
| 4.      | Norwegia      | 0     | 1      | 0    | 1     |
| Razem   | Razem         | 5     | 5      | 5    | 15    |